# Besseria oblita
Besseria oblita là một loài ruồi trong họ Tachinidae.